# Ian Harding
Ian Michael Harding (Heidelberg, 16 settembre 1986) è un attore statunitense, conosciuto per aver interpretato Ezra Fitzgerald nella serie TV Pretty Little Liars.

## Biografia
Nasce a Heidelberg, in Germania, da una famiglia di militari, ma, dopo pochi anni, la famiglia si trasferisce nel nord della Virginia. Alla scuola secondaria eccelle in calcio e basket e si iscrive ad un corso di teatro, dove scopre la sua nuova passione che coltiva alla Carnegie Mellon University.
Debutta sul grande schermo nel film di Greg Mottola Adventureland e partecipa al film Amore & altri rimedi. Oltre ad aver recitato in un episodio di NCIS: Los Angeles, nel novembre del 2009, entra nel cast della serie televisiva Pretty Little Liars nel ruolo di Ezra Fitz

## Filmografia

### Attore

#### Cinema
- Adventureland, regia di Greg Mottola (2009)
- Deadtime Stories 2, regia di Jeff Monahan e Matt Walsh (2011)
- Amore & altri rimedi (Love and Other Drugs), regia di Edward Zwick (2010)
- Deadtime Stories 2, regia di Michael Fischa, Jeff Monahan e Matt Walsh (2011)
- Addiction: A 60's Love Story, regia di Tate Steinsiek (2015)
- Super Novas, regia di Anthony Meindl (2016)
- People You May Know, regia di Sherwin Shilati (2017)
- Office Uprising, regia di Lin Oeding (2018)
- Le Mans '66 - La grande sfida (Ford v Ferrari), regia di James Mangold (2019)
- The Hater, regia di Joey Ally (2022)
- Our Little Secret, regia di Stephen Herek (2024)

#### Televisione
- NCIS: Los Angeles – serie TV, episodio 1x15 (2010)
- Hollywood Is Like High School with Money – miniserie TV, 6 episodi (2010)
- Pretty Little Liars – serie TV, 124 episodi (2010-2017)
- I'm Not a DJ, regia di Michael Ciulla – film TV (2012)
- Break: The Musical – miniserie TV, episodio 1x01 (2016)
- Flip the Script – webserie, episodio 1x02 (2017)
- Thin Ice, regia di James Ponsoldt – film TV (2017)
- Shatterbox - serie TV, episodio 1x05 (2018)
- Chicago Med – serie TV, 11 episodi (2019)
- Magnum P.I. - serie TV, episodio 4x05 (2021)
- Long Slow Exhale - serie TV, 12 episodi (2022)

#### Videoclip
- #WHERESTHELOVE ft. The World - The Black Eyed Peas (2016)

### Doppiatore
- Kipo e l'era delle creature straordinarie (Kipo and the Age of Wonderbeasts) - serie TV, 4 episodi (2020)

## Opere
- Odd Birds, St Martin's Press, 2017. ISBN 9781250117076

## Premi e riconoscimenti
- 2010 - Teen Choice Awards
  - Miglior attore televisivo dell'estate (Pretty Little Liars)[2]
- 2011 - Teen Choice Awards
  - Miglior attore televisivo dell'estate (Pretty Little Liars)[3]
- 2011 - Youth Rock Awards
  - Nomination Miglior attore televisivo (Pretty Little Liars)
- 2011 - Capricho Awards
  - Nomination Miglior attore internazionale (Pretty Little Liars)
- 2012 - Teen Choice Awards
  - Miglior attore televisivo drammatico (Pretty Little Liars)[4]
- 2013 - Teen Choice Awards
  - Miglior attore televisivo drammatico (Pretty Little Liars)[5]
- 2014 - Teen Choice Awards
  - Miglior attore televisivo drammatico (Pretty Little Liars)
- 2015 - Teen Choice Awards
  - Miglior attore televisivo drammatico (Pretty Little Liars)
- 2016 - Teen Choice Awards
  - Miglior attore televisivo drammatico (Pretty Little Liars)
- 2017 - Teen Choice Awards
  - Nomination Miglior attore televisivo drammatico (Pretty Little Liars)

## Doppiatori italiani
Nelle versioni in italiano delle opere in cui ha recitato, Ian Harding è stato doppiato da:
- Francesco Venditti in Pretty Little Liars, Our Little Secret
- Francesco De Francesco in NCIS: Los Angeles
- Raffaele Carpentieri in Magnum P.I.